# Церани
Церани су насељено мјесто у општини Дервента, Република Српска, БиХ. Смјештено је у сјеверном дијелу Босне и Херцеговине, на југозападом дијелу општине Дервента. Граничи се са селима Осиња, Појезна, Дријен, Велика Сочаница, Лупљаница и селом Штрпци у општини Прњавор. Природна граница између Штрбаца и Церана је ријека Укрина у коју се на подручју села улива рјечица Илова. Постоји подјела на Доње и Горње Церане. Према попису становништва из 2013. у насељу је живјело 1.033 становника.

## Становништво
Према попису становништва из 1991. године, мјесто је имало 1.905 становника.
| Демографија | Демографија | Демографија |
| Година      | Становника  | Становника  |
| ----------- | ----------- | ----------- |
| 1961.       | 2.193       |             |
| 1971.       | 2.100       |             |
| 1981.       | 2.082       |             |
| 1991.       | 1.905       |             |
| 2013.       | 1.033       |             |

## Знамените личности
- Миле Китић, српски пјевач